# Castel San Felice (Sant'Anatolia di Narco)
Castel San Felice è una frazione del comune di Sant'Anatolia di Narco, in provincia di Perugia.
L'abitato sorge lungo la strada che collega S. Anatolia (da cui dista 1 km a nord) con Piedipaterno (da cui dista circa 4 km a sud), ad un'altitudine di 334 m s.l.m.. Da Spoleto dista circa 15 km e da Norcia circa 30 km.
Secondo i dati del censimento del 2001, gli abitanti sono 123.  Archiviato il 27 ottobre 2020 in Internet Archive.
Già comune autonomo, fu accorpato nel 1880 dall'attuale comune.

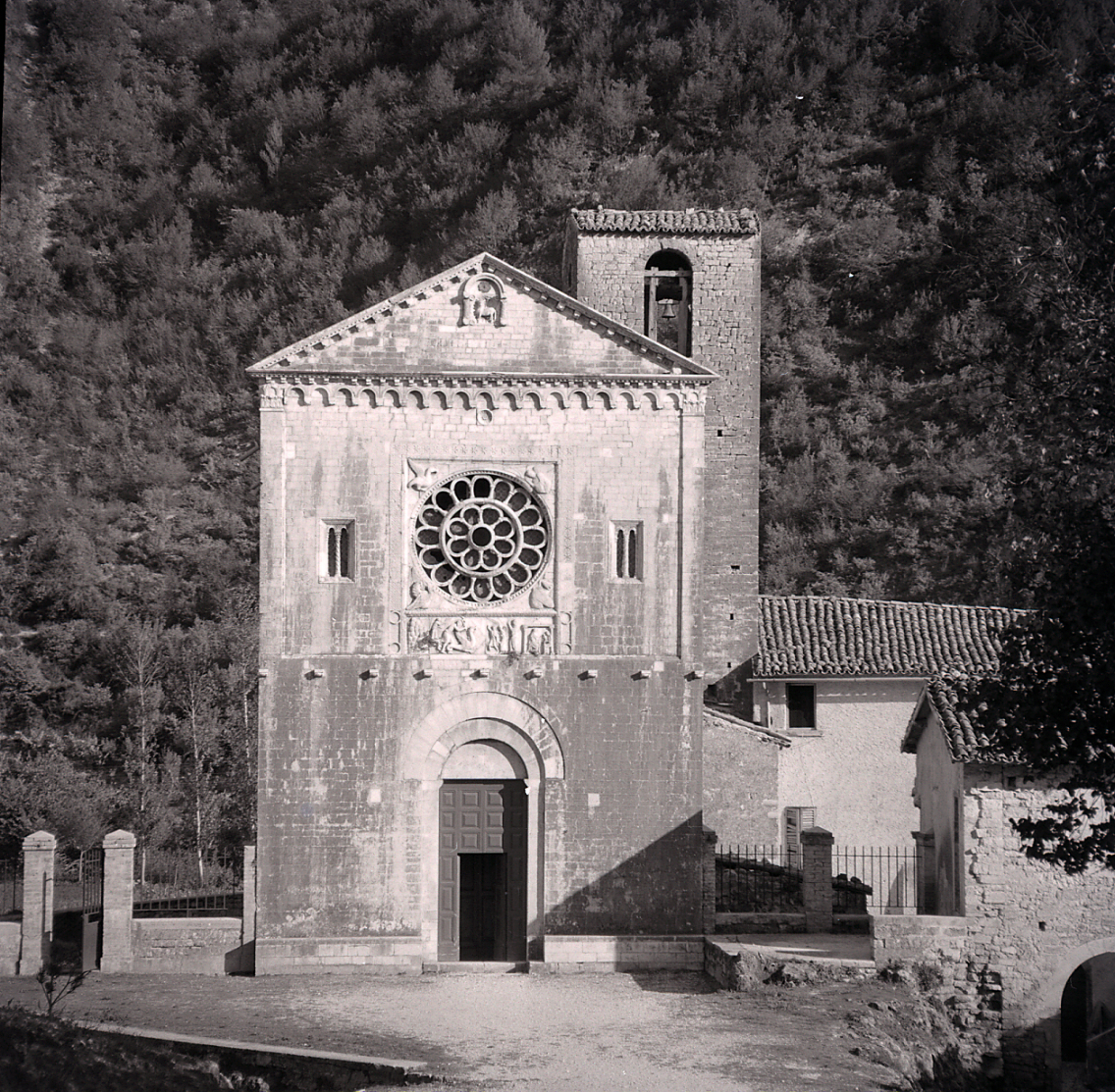
Abbazia di San Felice e Mauro. Foto di Paolo Monti.

## Infrastrutture e trasporti

### Ferrovie
Dal 1926 al 1968 Castel San Felice fu servita (tramite l'omonima stazione) dalla ferrovia Spoleto-Norcia, una linea a scartamento ridotto che collegava Spoleto con Norcia, che rimase in esercizio dal 1º novembre 1926 al 31 luglio 1968, quando fu soppressa. Le tracce della ferrovia sono quasi tutte conservate, il sedime è stato convertito in una pista ciclabile.